# Blow (singel Keshy)
"Blow" – drugi singiel amerykańskiej piosenkarki Ke$hy, pochodzący z jej pierwszego EP, zatytułowanego Cannibal. Premiera odbyła się 8 lutego 2011. Premiera w polskim radiu odbyła się w RMF MAXXX 4 stycznia 2012.

## Teledysk
Oficjalna premiera teledysku, którego reżyserią zajął się Chris Marrs Piliero miała miejsce 25 stycznia 2011. Wideo utrzymane jest w surrealistycznej konwencji, pojawiają się w nim jednorożce, absurdalne dialogi, pojedynek na czerwone pociski i tryskające z zabitych postaci strumienie kolorowego światła. W teledysku gościnnie wystąpił amerykański aktor James Van Der Beek.

## Lista utworów
- Digital download[4]

1. "Blow" – 3:40

- Remix[5]

1. "Blow" (Remix) (feat. B.o.B) – 4:31

- Germany CD single[4]

1. "Blow" – 3:40
2. "The Sleazy Remix" (feat. André 3000) – 3:48

- UK digital EP[6]

1. "Blow" – 3:40
2. "Fuck Him He's A DJ" – 3:40
3. "Blow" (Cirkut Remix)  – 4:05
4. "Animal" (Switch Remix)  – 4:46

## Notowania i certyfikaty
| Lista (2010-11)                          | Najwyższa pozycja |
| ---------------------------------------- | ----------------- |
| Australia (ARIA)                         | 10                |
| Belgia (Ultratip Flandria)               | 4                 |
| Kanada (Canadian Hot 100)                | 12                |
| Czechy (IFPI)                            | 36                |
| Irlandia (IRMA)                          | 28                |
| Nowa Zelandia (RIANZ)                    | 8                 |
| Słowacja (IFPI)                          | 7                 |
| UK Singles (The Official Charts Company) | 32                |
| U.S. Billboard Hot 100                   | 7                 |
| U.S. Hot Dance Club Songs                | 27                |
| U.S. Billboard Pop Songs                 | 8                 |
| Niemcy Media Control Charts Top 100      | 39                |

| Lista (2011)         | Pozycja |
| -------------------- | ------- |
| Canadian Hot 100     | 57      |
| US Billboard Hot 100 | 33      |

| Kraj          | Certyfikat |
| ------------- | ---------- |
| Australia     | Platyna    |
| Nowa Zelandia | Złoto      |

## Historia wydania
| Kraj              | Data             | Format             |
| ----------------- | ---------------- | ------------------ |
| Stany Zjednoczone | 8 lutego 2011    | Mainstream airplay |
| Szwajcaria        | 25 lutego 2011   | Digital download   |
| Korea Południowa  | 7 marca 2011     | Digital download   |
| Niemcy            | 22 kwietnia 2011 | CD single          |